# Miravet
Miravet és una vila i municipi de la comarca de la Ribera d'Ebre.

## Geografia
- Llista de topònims de Miravet (Orografia: muntanyes, serres, collades, indrets..; hidrografia: rius, fonts...; edificis: cases, masies, esglésies, etc).

Se situa a la riba dreta de l'Ebre, a la depressió de la cubeta de Móra, tancada en la seva part meridional pel congost de Miravet o Pas de Barrufemes, al límit amb el Baix Ebre. La part nord té els contraforts de la serra de Cavalls. La vila està situada a la dreta del riu, al peu d'un turó d'uns 100 metres d'alçada on s'alça el castell de Miravet. Al nord-est hi ha un barri conegut com a "Raval dels Canterers".

## El nucli urbà
El poble es compon de dues parts ben diferents: les cases del nucli antic s'enfilen des del riu per la paret rocosa de la muntanya, a recer del castell. Aquí es troba un antic embarcador, el molí medieval, els porxos, l'antiga aljama morisca-jueva, el carrer de la jueria, les muralles de tancament i talaia i l'església Vella, antiga església parroquial, d'arquitectura renaixentista del segle xvii (construïda per l'orde de l'Hospital damunt de l'anterior mesquita musulmana). Al davant de l'església hi ha la plaça-mirador de la Sanaqueta, amb vistes al riu. Hi ha una sèrie de cases penjades i terrasses enjardinades, fins al penya-segat del castell. Al peu del cingle rocós hi ha una bifurcació cap a la típica Costa de Riago, un camí costerut i empedrat que baixa fins al riu i continua per la vora fins a l'antic molí àrab, i un altre que s'endinsa per les restes arqueològiques al darrere del castell i continua seguint la ruta senyalitzada de Les Blores.
El nucli urbà modern es troba al llarg de la plana esquerra del Galatxo, un antic canal natural del riu (del qual els terrissaires treien l'argila). En aquesta part s'hi troba la casa de la vila, la part comercial i de serveis, i les zones esportives, escoles, i tallers. Un camí asfaltat puja fins al castell, on es pot aparcar.

## L'activitat econòmica
L'economia del municipi és bàsicament agrícola (fruiters amb cirerers, presseguers i pruneres, vinya de secà, ametllers, oliveres), però també hi ha un sector turístic afavorit pel castell, les vistes a l'Ebre, el pas de la barca (un pas del riu Ebre de manera tradicional aprofitant el corrent), i sobretot la terrisseria tradicional que gairebé només es conserva a la vila, amb càntirs i altres objectes típics; hi ha set tallers en actiu al seu barri tradicional als afores de la població.
Al poble hi ha petits comerços, sobretot d'alimentació, una Cooperativa Agrícola on s'elabora oli verge extra de Miravet i algunes famílies elaboren el seu propi vi i derivats.
L'ofici més antic i tradicional és la terrisseria, amb diversos tallers concentrats al "Raval dels Canterers", on segueixen la tradició.

## Història
Vegeu l'article Castell de Miravet

### Primers pobladors documentats
Possiblement d'origen ibèric, s'han trobat restes romanes i després, el segle viii fou ocupada pels arabs i amb el temps fou un castell defensiu com Siurana, i un dels darrers reductes musulmans a Catalunya. Fou llavors quan va prendre el nom de Murâbit, del que deriva Miravet.

### Etapa templera
L'any 1153 fou conquerida per Ramon Berenguer IV, i el mateix any va fer donació del castell amb el terme i pertinences a l'orde del Temple, concretament al mestre de Provença i Hispània Pere de la Rovira; amb aquesta donació els templers es varen convertir gairebé en els unic senyor de la zona entre l'Ebre i el riu Algars, i van efectuar la repoblació del lloc en els mesos següents, sense fer fora als sarraïns. Van viure a la vila jueus, moriscs i cristians al fins al segle xv en què van ser expulsats els jueus, i fins al 1613 en què ho foren els moriscs.
Els templers van ampliar el castell musulmà i el varen convertir en una fortificació amb monestir d'estil romànic-cistercenc, amb un gran pati d'armes central, model que fou precursor. El castell-monestir es va convertir al segle xiii en la seu de l'orde a la Corona d'Aragó, amb l'arxiu i el tresor provincial. Una torre del castell encara s'anomena Torre del tresor. Des d'aquest castell es van planificar les campanyes de Mallorca i València. El 13 de desembre de 1307, seguint els passos de França, i després de la condemna de l'orde del Temple pel Papa Climent V, el rei Jaume el Just ordena la detenció dels templers als seus dominis. Algunes comandes de templers es van sotmetre sense lluita o ràpidament però a Miravet varen resistir durant dotze mesos fins a la rendició el 12 de desembre de 1308.
El 1312, l'orde del Temple (Orde de la Milícia del Temple de Salomó o Els Pobres Cavallers de Crist) va quedar extinta als territoris de la Corona d'Aragó, i el 1317 els seus béns foren donats a l'orde de l'Hospital, sota dependència de la Castellania d'Amposta. Foren els hospitalers qui varen compilar el "Llibre de Costums de Miravet" el 1319, en llatí i en català, compilació que establia l'autonomia dels pobles de la castellania. Miravet va constituir una batllia de la castellania fins al 1835 quan els béns religiosos foren amortitzats; després la població es va reduir a causa de guerres, malalties i epidèmies.

### Escenari de totes les guerres
El 1640 el castell fou un centre de la lluita de la guerra dels Segadors, on es varen establir molta gent que anteriorment havia fugit a València i Aragó, i va ser llavors quan es va introduir l'ofici de cantirer. El 1714 va participar en la guerra en favor de l'arxiduc i després (el 1750) el rei Carles III en va ordenar el desmantellament i l'enderroc, però no es va portar a terme perquè es va utilitzar a les Guerres Carlines, essent ocupat pels carlins en totes les guerres, fins al 1875, en què fou bombardejat pel general Martínez Campos que el va conquerir. A la guerra civil de 1936-1939 fou un dels escenaris de la batalla de l'Ebre.

### El pas de barca

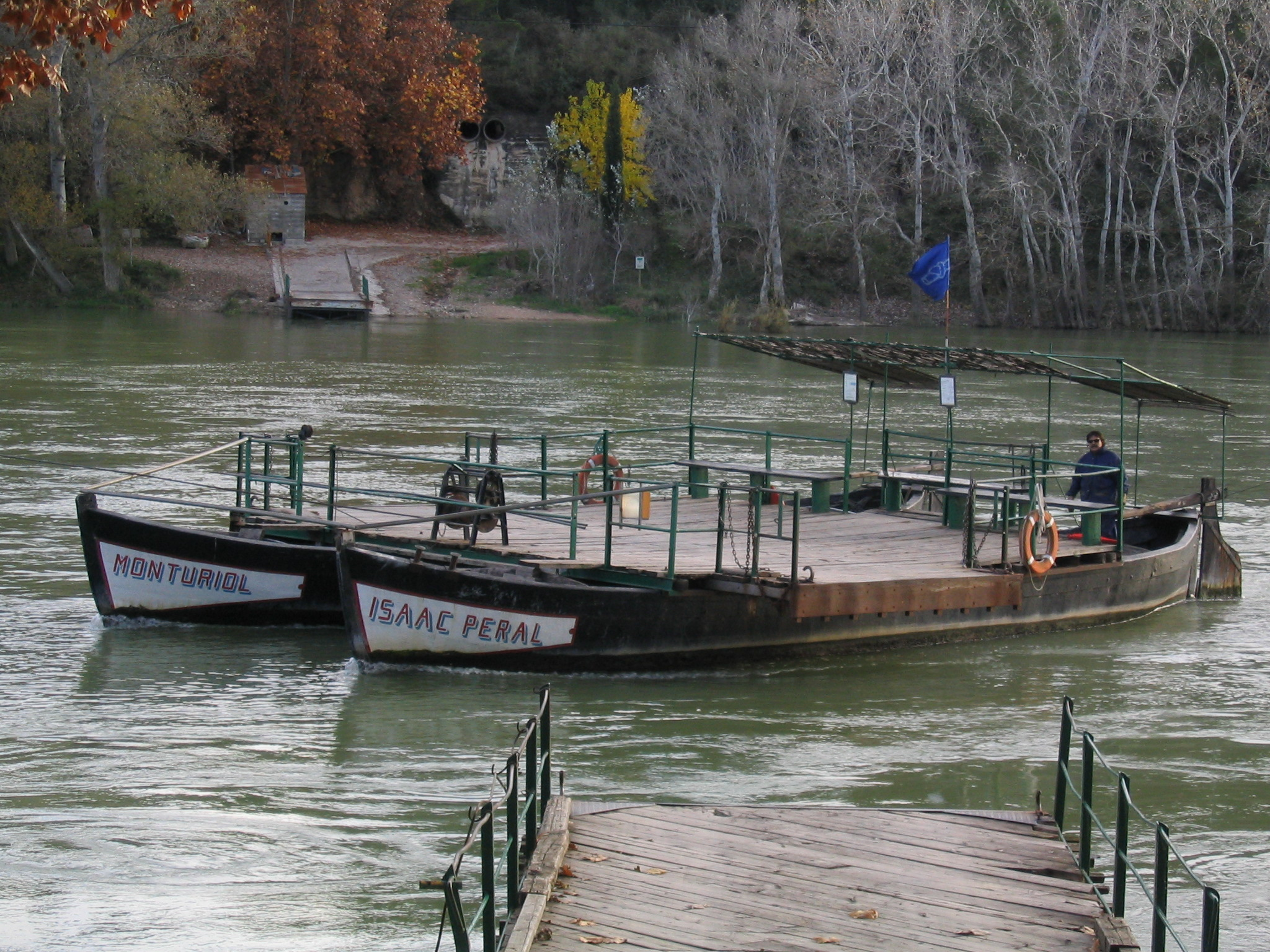
El pas de barca de Miravet (2003)

Miravet té aproximadament a un quilòmetre de la plaça de l'Arenal el Pas de Barca. Un indret màgic on el riu Ebre està baix els teus peus i gràcies a la força que el caracteritza pots creuar d'un costat a l'altre del riu.
Aquestes barques de pas han estat molt important històricament, ja que era l'únic mitjà que podien tenir per a travessar el riu aprofitant únicament la força de l'aigua. La Barca està formada per dos llaguts (embarcació naval) sobre dels quals hi ha una gran plataforma de fusta on hi caben perfectament 3 cotxes. Per tal que el corrent del riu no se l'endugui, està subjecta a un cable metàl·lic anomenat ramalet, que enllaça amb la gúmena, un altre cable més gruixut que travessa el riu a una certa alçada de la superfície de l'aigua, els extrems del qual són fortament encastrats en una roca o piló especial a banda i banda del riu.
L'entrada i sortida de la plataforma s'efectua a través d'una passarel·la o pont mòbil que puja o baixa en funció del cabal del riu. La barca s'impulsa gràcies al corrent del riu. Serà, però, la mà destra del barquer, qui, en el seu domini del timó, la portarà a l'indret desitjat. El pas de barca de Miravet és l'últim sense motor al llarg de tot el riu Ebre.

## Les festes
Miravet celebra diferents festes: la principal és la festa major en honor de Nostra Senyora de Gràcia (la templària), pels voltans del 12 d'octubre, amb balls, actes tradicionals, etc. Altres festes són les Carrosses el dia de Sant Antoni, el gener; el Carnaval; la Diada de la Cirera, el primer o segon diumenge de juny; la foguera de Sant Joan, el dia 24 de juny; la festa de Sant Domingo (festa dels Terrissaires) al Raval dels Canterers i al poble, el primer cap de setmana d'agost o últim de juliol, amb balls, la festa del riu, etc.; la festa de l'Església Vella, dins de les festes nadalenques, festejada al voltant de la plaça de la Sanaqueta i de l'Església Vella, on se subhasten plats i es canten nadales, el dia de Sant Esteve. A l'estiu es fa algun acte cultural algun dissabte a la nit al castell (teatre, música, etc.).

## Demografia
| 1497 f | 1515 f | 1553 f | 1717 | 1787 | 1857  | 1877  | 1887  | 1900  | 1910  |
| ------ | ------ | ------ | ---- | ---- | ----- | ----- | ----- | ----- | ----- |
| 89     | 92     | 87     | 227  | -    | 1.797 | 1.920 | 1.934 | 1.868 | 1.566 |

| 1920  | 1930  | 1940  | 1950  | 1960  | 1970  | 1981 | 1990 | 1992 | 1994 |
| ----- | ----- | ----- | ----- | ----- | ----- | ---- | ---- | ---- | ---- |
| 1.647 | 1.391 | 1.218 | 1.234 | 1.019 | 1.014 | 837  | 828  | 820  | 820  |

| 1996 | 1998 | 2000 | 2002 | 2004 | 2006 | 2008 | 2010 | 2012 | 2014 |
| ---- | ---- | ---- | ---- | ---- | ---- | ---- | ---- | ---- | ---- |
| 810  | 806  | 788  | 791  | 790  | 796  | 799  | 798  | 789  | 774  |

| 2016 | 2018 | 2020 | 2022 | 2024 | 2026 | 2028 | 2030 | 2032 | 2034 |
| ---- | ---- | ---- | ---- | ---- | ---- | ---- | ---- | ---- | ---- |
| 737  | 706  | 706  | 682  | 688  | -    | -    | -    | -    | -    |